# Perugia
Perugia ([peˈruːdʒa]IPA, latinsky Perusia) je hlavní město oblasti Umbrie a provincie Perugia ve střední Itálii, asi 20 km Z od Assisi a asi 120 km JV od Florencie. Malebné historické město leží na výrazném vrchu v nadmořské  výšce 437 metrů, uprostřed zelené krajiny. Je sídlem biskupství, dvou univerzit a dalších škol.
Perugia je významné historické a umělecké centrum. Byla centrem tzv. Umbrijské školy gotické a renesanční malby. Nedaleko odtud se narodil významný malíř Pietro Vannucci, přezdívaný Perugino. Vyzdobil mimo jiné zdejší Sala del Cambio sérií fresek a osm jeho obrazů je v Umbrijské národní galerii. Perugino byl učitelem vynikajícího renesančního umělce Raffaela, který v Perugii namaloval pět obrazů a jednu fresku, která je přístupná. Ve městě žili další známí malíři Pinturicchio, Benedetto Bonfigli a významný architekt Galeazzo Alessi.

## Historie

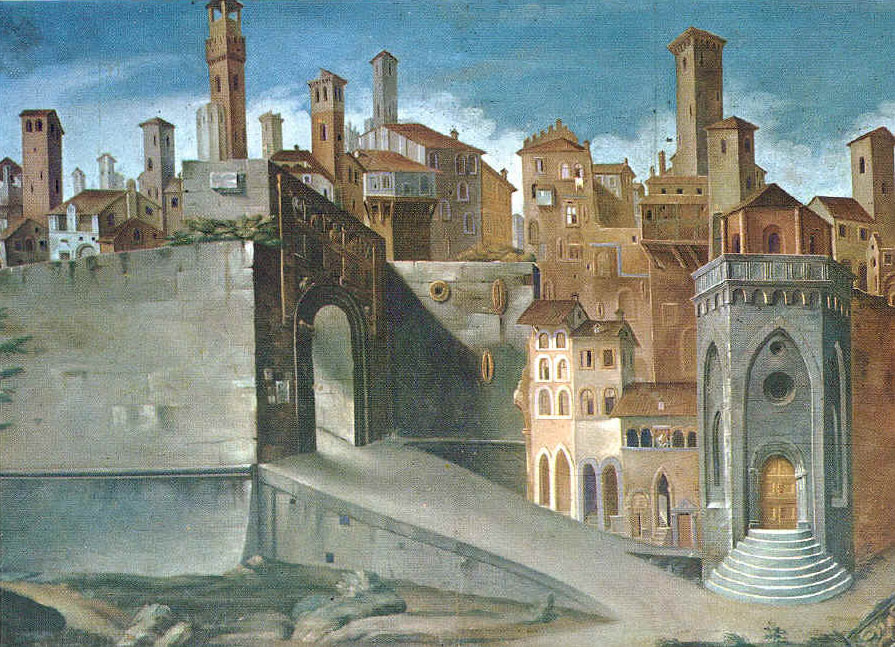
Perugia v roce 1454; maloval Benedetto Bonfigli

Perugia (etrusky Perusna, latinsky Perusia) byla osídlena od pravěku, významné nálezy pocházejí již z 9.-8. století př. n. l. z villanovské kultury.  Osídlili ji Umbrové, po nich se asi v 5. století př. n. l. se stala jedním ze dvanácti nejmocnějších etruských měst. Za samnitských válek ji kolem roku 300 př. n. l. dobyli Římané a  za punských válek město podporovalo Řím. Roku 41 př. n. l. sem uprchl Lucius Antonius a Octavianus město dobyl a vypálil až po dlouhém obléhání. Po roce 251 se město stalo římskou kolonií. 
Během gótské války je roku 547 dobyl a vypálil Totila. Hlavní obránce města, biskup  Herkulanus byl roku 549 sťat, dosud je uctíván jako patron města.

V 9. století město připadlo papežům, ale od 11. století bylo nezávislé a válčilo s mnoha sousedními městy. Roku 1186 uznal budoucí císař Jindřich VI. městskou samosprávu a papež Inocenc II. ji potvrdil. Ve 13. století zde pobývali papežové, když v Římě vypukly nějaké bouře a přes různé konflikty bylo město spíš na papežské straně (Guelfové). Také v 15. století město sužovaly boje mezi dvěma místními rody, které skončily roku 1500 masakrem. Město ovládal kondotiér Gian Paolo Baglioni, který střídavě bojoval za různé strany, až byl roku 1520 v Římě popraven. Roku 1540 město dobyl a vyplundroval Pier Luigi Farnese a nad městem byla vybudována pevnost Rocca Paolina, nazvaná podle papeže Pavla III. Roku 1797 město dobyli Francouzi a zřídili zde republiku. Roku 1849 město dobyli Rakušané a Garibaldiho povstání roku 1859 potlačilo papežské vojsko. Roku 1860 se Perugie stala součástí Italského království.

## Pamětihodnosti
- Katedrála sv. Vavřince a Herculana, trojlodní gotická halová stavba z let 1345–1490, stojí na místě starší stavby z 10. století, byla zvýšena a zaklenuta v 18. století a výzdoba zčásti doplněna v třetí čtvrtině 19. století.  Boční fasádou je obrácená na hlavní náměstí, má dva bosované renesanční portály, na jižní fasádě je vnější gotická kazatelna, která sloužila kázání Bernardina Sienského,  a stojí zde bronzová socha papeže Julia III. ; uvnitř na sloupu malba milostné madony, obestavěná pozdějším oltářem.
- Renesanční Loggia di Braccio z roku 1423 navazuje na katedrálu na náměstí, vstupuje se z ní do Kapitulního muzea.
- Fontana Maggiore , mramorová kašna na náměstí, figurální výzdobu z let 1277–1278 provedli Niccolo (reliéfy a sošky spodního patra) a jeho syn Giovanni Pisano (sošky v horním patře).
- Palazzo dei Priori, naproti katedrále situovaná čtyřpodlažní budova radnice z let 1297–1437, s bohatou románskou kamenickou výzdobou fasády, jedna z největších budov v Itálii, jsou v ní umístěny dva reprezentační sály Sala del Cambio,  Sala del notari" s freskovou výzdobou a Umbrijská národní galerie s 38 výstavními prostorami.
- Městské opevnění se třemi branami, nejstarší je Etruský oblouk (Porta Augusta) s římskými prvky.
- Ipogeo dei Volumni, etruský komorový hrob.
- Basilika San Domenico z let 1394–1458 s cennou renesanční výzdobou, budova ddominikánského konventu nyní slouží  Archeologickému národnímu muzeu.
- Starokřesťanský centrální kostel Sant´Angelo (založen kolem roku 500) s antickými sloupy uvnitř.
- Templářský kostel San Bevignate (kolem 1250) s dobovými freskami
- Kostel San Pietro, založen kolem roku 1600
- Barokní kostel Il Gesù  s freskovou výzdobou kleneb, ve středu Bitva u Lepanta, ve cviklech čtyři štukové busty jezuitských světců.

### Galerie

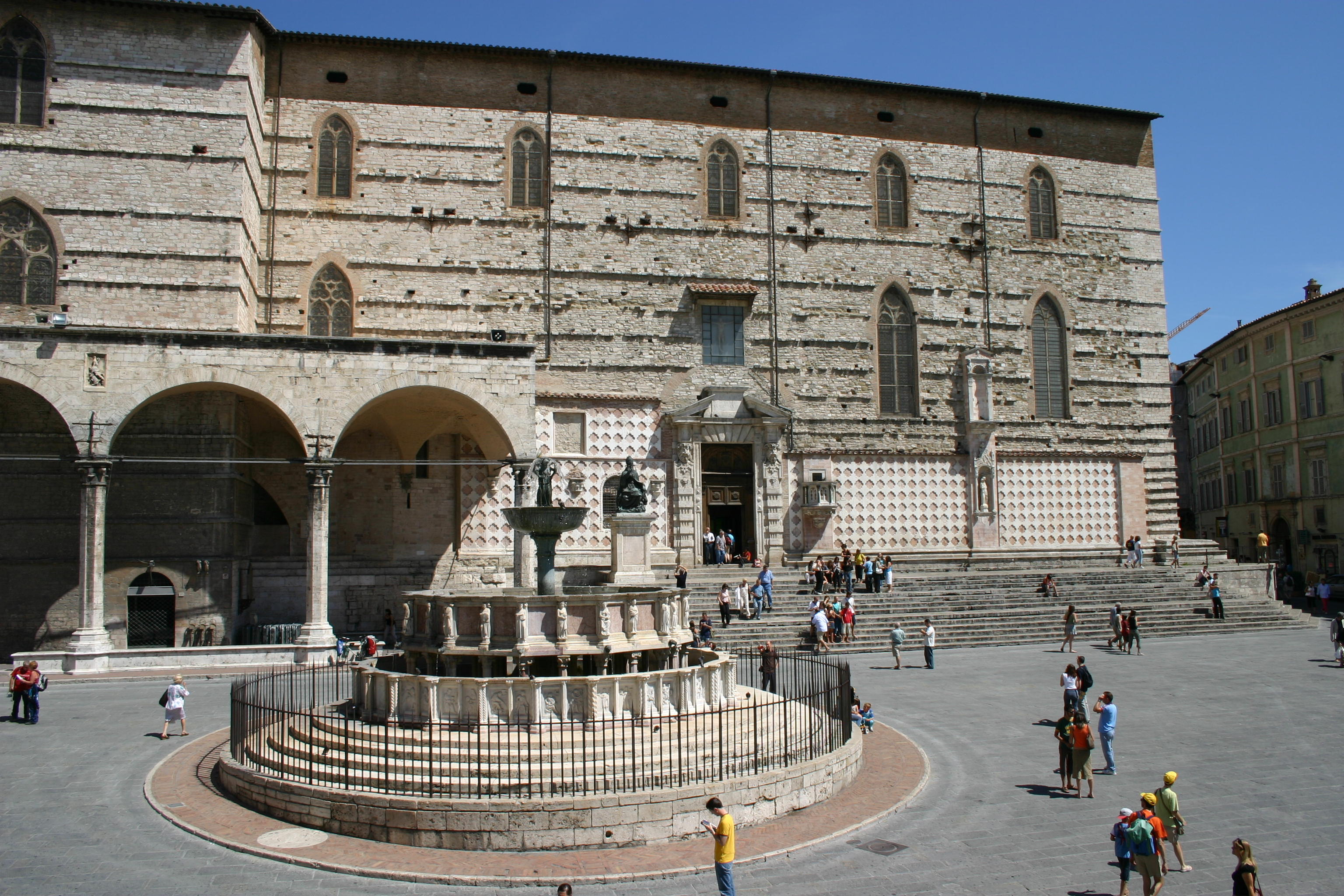
Katedrála, Loggia di Braccio a Fontana Maggiore
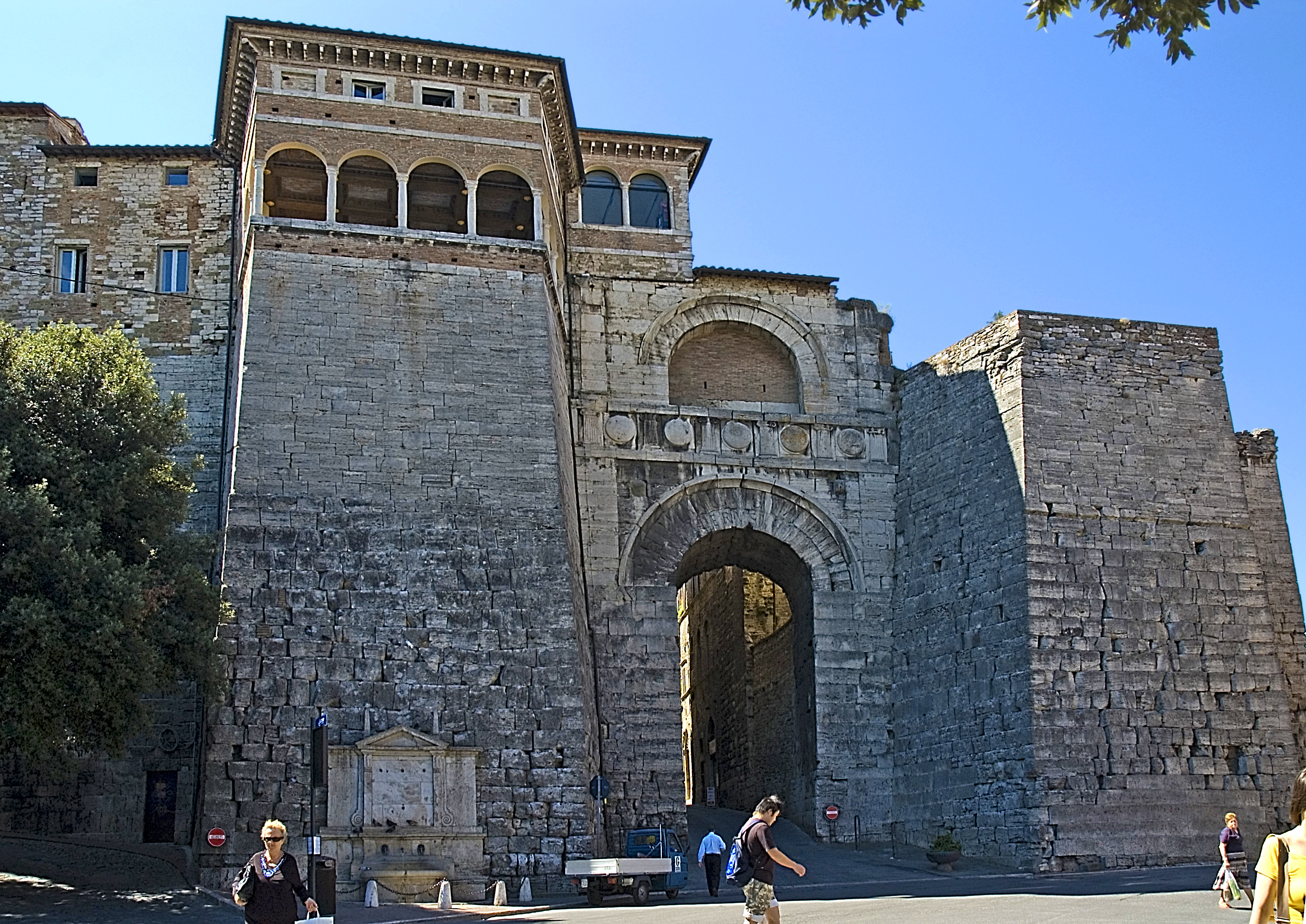
Etruský oblouk
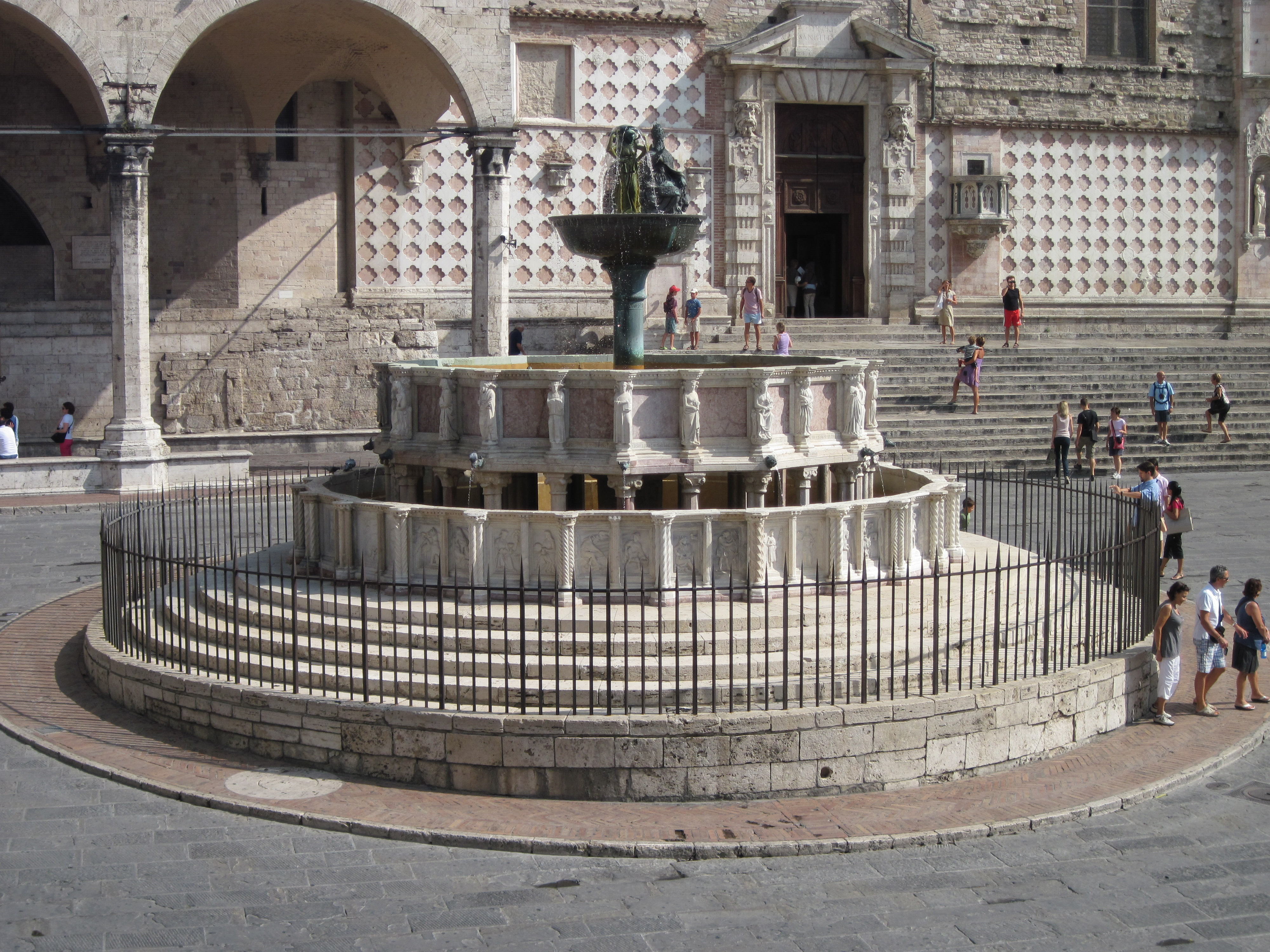
Fontana Maggiore
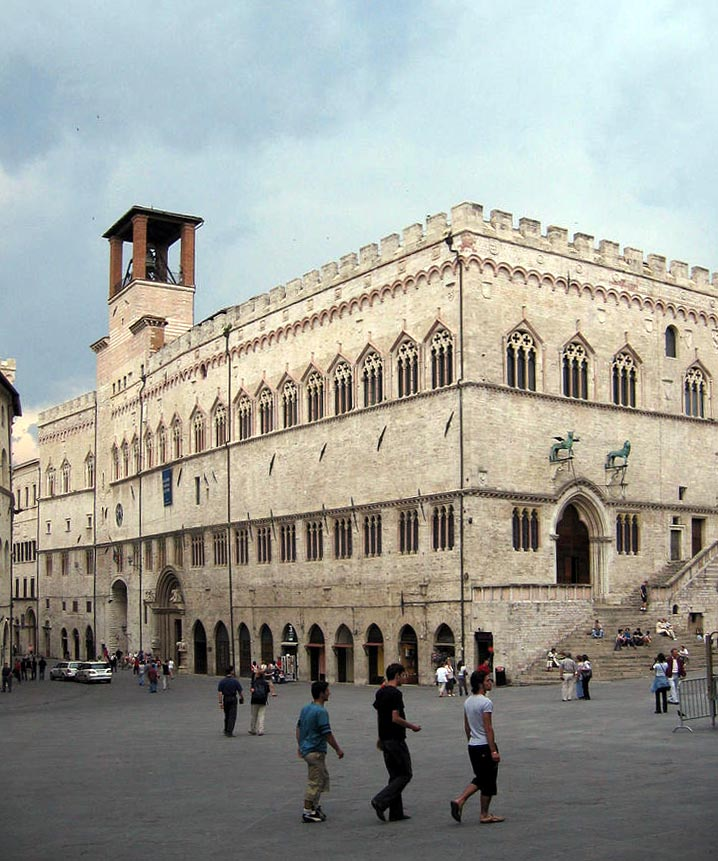
Palazo dei Priori
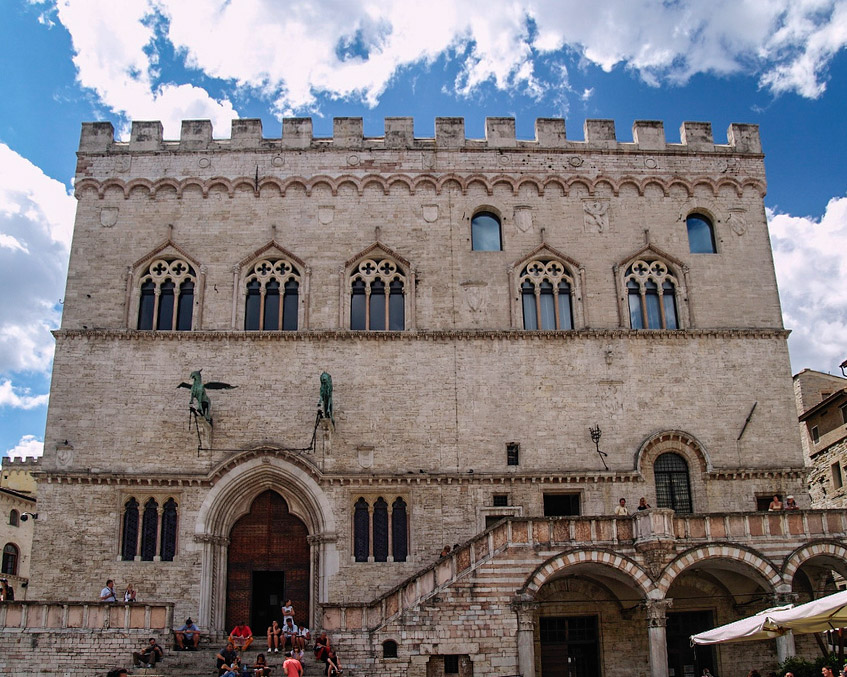
Palazzo dei Priori

## Doprava
Perugie leží u dálnice A1 Řím – Miláno, asi hodinu jízdy z Florencie a 2,5 hodiny z Říma, odkud je pravidelné autobusové spojení. Železniční nádraží leží v údolí, má historickou budovu z období po roce 1867, kdy sem byla přivedena železniční trať. S historickým městem je spojeno sítí autobusů městských (A-G) a příměstských. Minimetro, uvedené do provozu v únoru 2008, je 3027 m dlouhé a má 7 stanic. Jeho úkolem je ulevit městskému centru od automobilového provozu. Z historické části města je osobní automobilová doprava vyloučena.
Z autobusového nádraží je od 1. prosince 2022 denní spojení ITA Airways autobusem na a z Letiště Řím-Fiumicino, což umožňuje spojení s uzlem letecké společnosti. 

## Části obce
Bagnaia, Bosco, Capanne, Castel del Piano, Cenerente, Città della Domenica, Civitella Benazzone, Colle Umberto I, Collestrada, Colombella, Ellera, Ferro di Cavallo, Fontignano, Fratticiola Selvatica, La Bruna, La Cinella, Lacugnano, Migiana di Monte Tezio, Monte Corneo, Monte Petriolo, Montebello, Mugnano, Olmo, Parlesca, Pianello, Piccione, Pila, Pilonico Materno, Poggio della Pietra, Poggio delle Corti, Ponte Felcino, Ponte Pattoli, Ponte Rio, Ponte San Giovanni, Ponte Valleceppi, Prepo, Pretola, Ramazzano, Rancolfo, Ripa, Sant'Andrea delle Fratte, Sant'Egidio, Sant'Enea, San Fortunato della Collina, San Giovanni del Pantano, Santa Lucia, San Marco, Santa Maria Rossa, San Martino in Campo, San Martino in Colle, San Sisto, Solfagnano, Villa Pitignano

### Sousední obce
Assisi, Bastia Umbra, Corciano, Deruta, Gubbio, Magione, Marsciano, Panicale, Piegaro, Torgiano, Umbertide, Valfabbrica

## Vývoj počtu obyvatel
Počet obyvatel

## Osobnosti města
- Trebonianus Gallus (kolem 206 – 253), římský císař
- Sandro Penna (1906 – 1977), básník
- Perugino (kolem 1445/1448 – 1523), renesanční malíř a učitel Raffaelův
- Cesare Ripa (asi 1555–1622), historik a teoretik ikonografie umění
- Fabrizio Ravanelli (* 1968), bývalý fotbalista

## Partnerská města
- Aix-en-Provence, Francie
- Bratislava
- Grand Rapids, USA
- Postupim, Německo
- Seattle, USA
- Tübingen, Německo